# Nantiškov
Nantiškov (německy Nantischkow) je malá vesnice, část obce Všelibice v okrese Liberec. Nachází se asi 2,5 kilometru jižně od Všelibic. Nantiškov leží v katastrálním území Přibyslavice o výměře 3,34 km².

## Historie
První písemná zmínka o vesnici pochází z roku 1404.